# Савранський заказник
Савра́нський заказник — ентомологічний заказник місцевого значення в Україні. Об'єкт природно-заповідного фонду Харківської області. 
Розташований на території Валківського району Харківської області, на захід від села Благодатне (у балці Савранка — на початку р. Чутівка), біля колишнього села Савранки. 
Площа 5 га. Статус отриманий згідно з рішенням облвиконкому від 03.12.1984 року № 562. Перебуває у віданні СВК «Дружба» (с. Благодатне). 
Статус надано для збереження місць оселення комах-запилювачів степових злакових та бобових трав'яних рослин. Трапляються види, занесені до Червоної книги України: жук-олень, сколія степова, рофітоїдес сірий, махаон, подалірій.

## Галерея

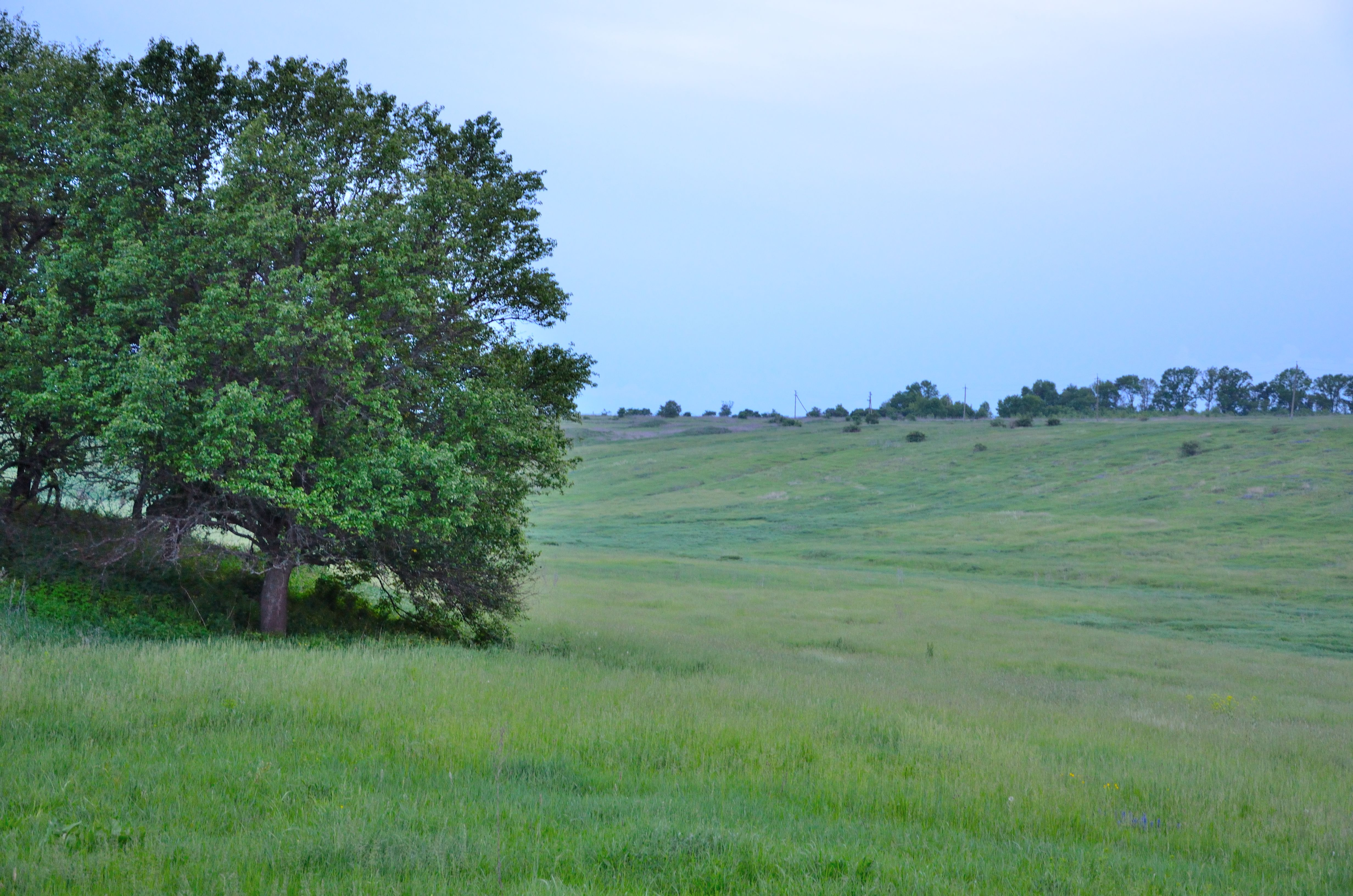
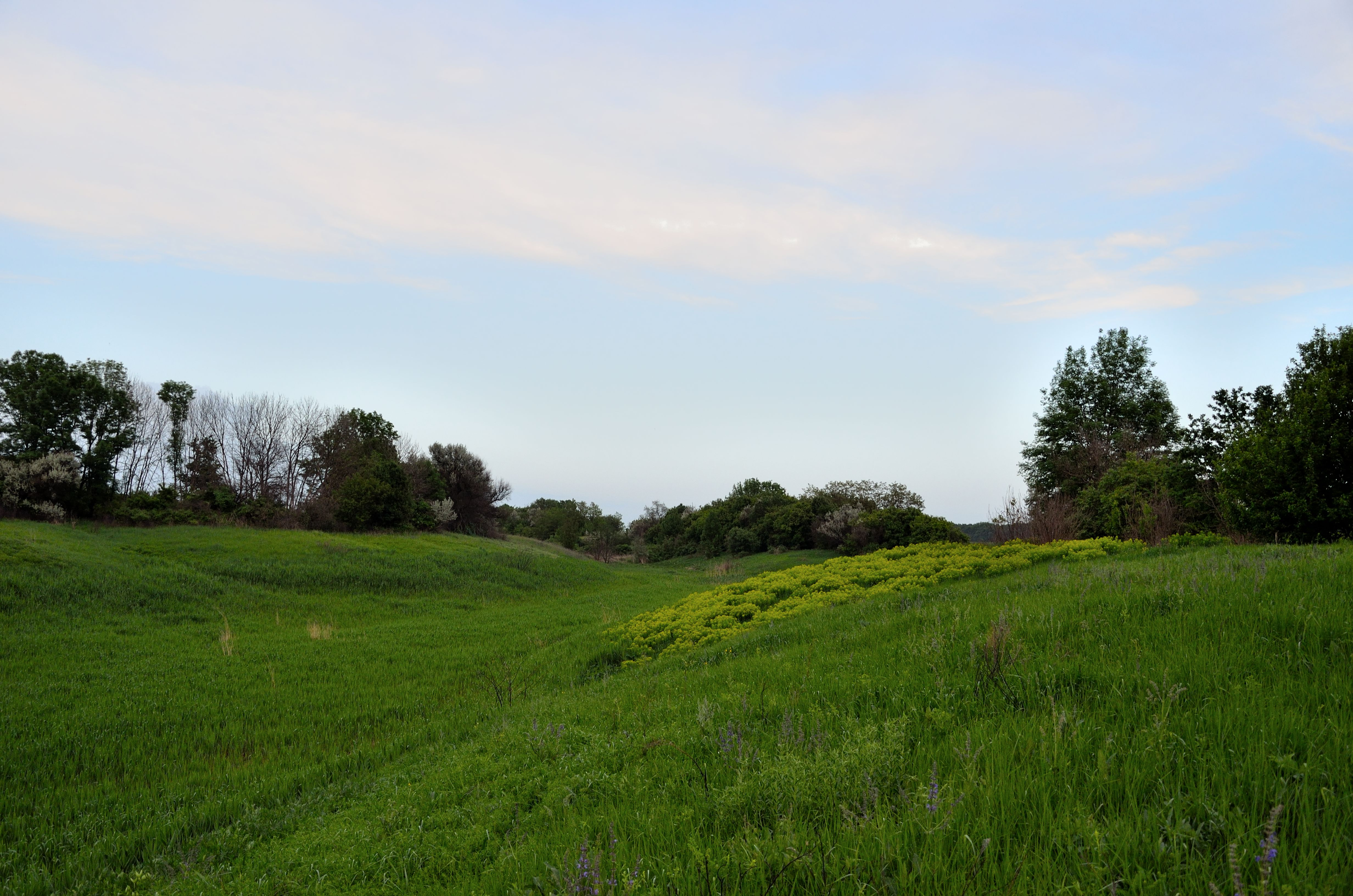
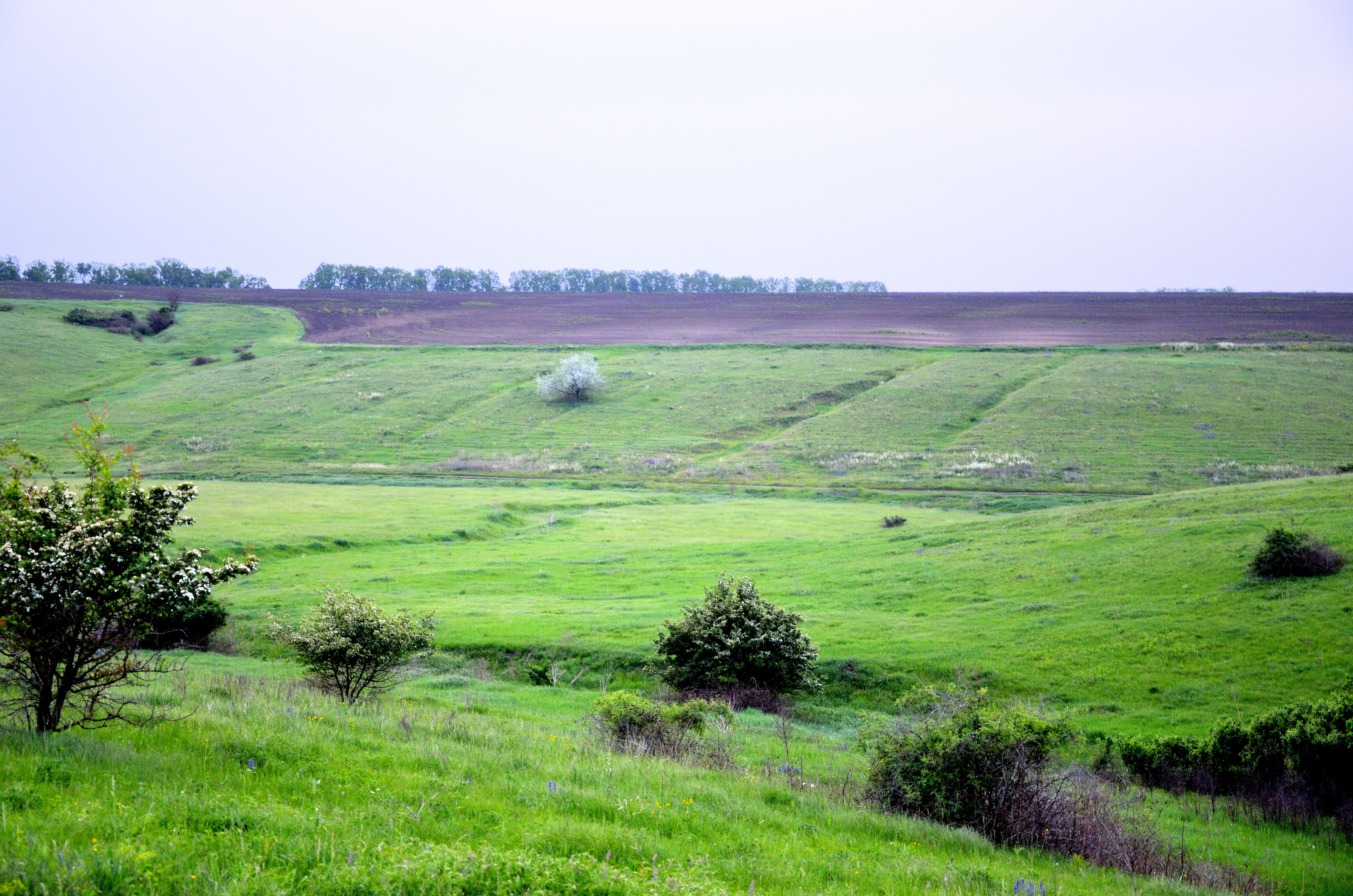
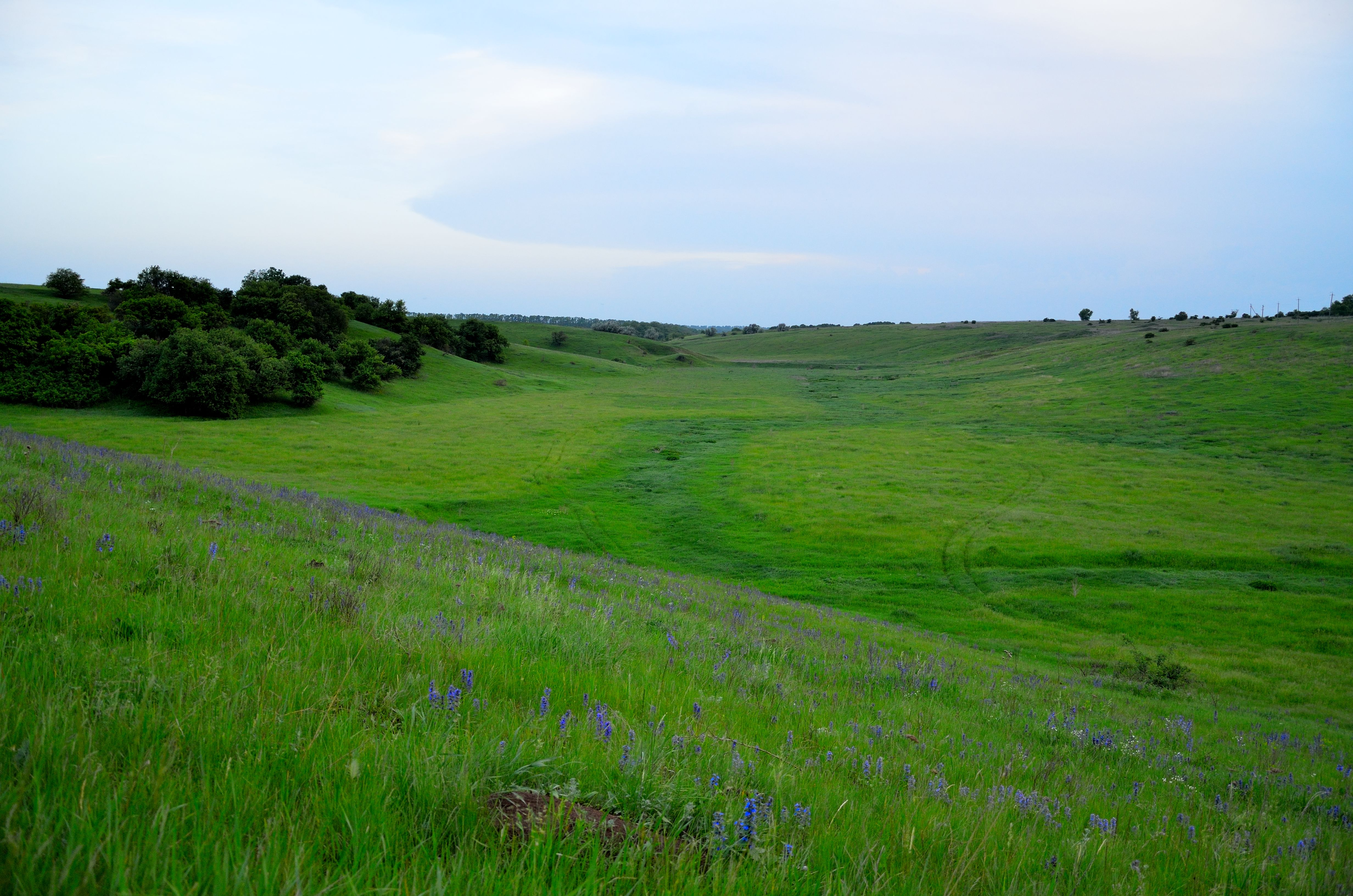